# Łychów Gościeradowski
Łychów Gościeradowski – wieś w Polsce położona w województwie lubelskim, w powiecie kraśnickim, w gminie Trzydnik Duży.
W latach 1975–1998 miejscowość administracyjnie należała do województwa tarnobrzeskiego.
Wieś stanowi sołectwo gminy Trzydnik Duży. Według Narodowego Spisu Powszechnego (III 2011 r.) wieś liczyła 301 mieszkańców.

## Historia
Według Słownika geograficznego Królestwa Polskiego z roku 1884 Łychów Gościeradowski, wieś w powiecie janowskim, gminie Trzydnik, parafii Rzeczyca Ziemiańska, nad rzeczką Karasiówką, przed uwłaszczeniem włościan (1863) należała do dóbr gościeradowskich. Gleba we wsi urodzajna (glina), osad włościańskich 47, ziemi 670 mórg. Ludność: mężczyzn 88, kobiet 100.